# Gége

A gége anatómiája

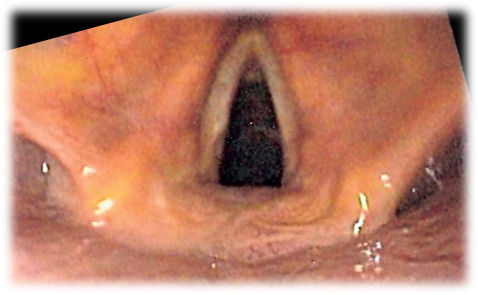
A gége endoszkópos felvétele

A gége az alsó légutak kezdetén, a garat alsó része előtt található. Gondoskodik róla, hogy a tápcsatorna anyagai (táplálék, nyál) ne kerülhessenek az alsó légutakba, a hangrés rezgései pedig lehetővé teszik a hangképzést.

## Felépítése, funkciója
A gége vázát a porcok adják. A porcos vázon rögzülő izmok feszítik ki a hangszalagokat, melyeknek feladata a légutak lezárása és a hangképzés. A hangrés tágasságát és a hangszalagok feszességét a gége izmai szabályozzák. Ürege három részre tagolható, amelyek a frontális metszeten látszanak a legjobban. Felső része, a vestibulum laryngis lefele szűkül, nyálkahártya alatti lágy falát egy négyszögletű rugalmas hártya, a membrana quadrangularis alkotja, amelynek a szabad alsó szélét az álhangszalag (plica vestibularis) alkotja. A vestibulum alatt a gége ürege oldalra tasakszerűen kiboltosul (ventriculus laryngis). A gége üregének alsó részének (cavum subglotticum) lágy falát egy másik, kúpalakú rugalmas hártya adja, ez a conus elasticus, melynek a felső szabad széle maga a hangszalag (ligamentum vocale). 

## A gége saját izmai
- m. crycoarytenoidea posterior – az egyetlen izom, ami a hangrést tágítja
- m. crycoarytenoidea lateralis – a hangrést szűkíti
- m. thyroarytenoideus – belső széli része a m. vocalis, összehúzódásával a hangredőt megfeszíti
- m. arytenoideus transversus (interarytenoideus) – feladata a hangrés teljes zárása
- m. arytenoideus obliquus – feladata a hangrés teljes zárása

## A gégéhez kapcsolódó külső izmok
- m. thyrohyoideus
- m. sternothyroideus
- m. omohyoideus
- m. constrictor pharyngis inferior
- m. digastricus
- m. stylohyoideus
- m. mylohyoideus
- m. geniohyoideus
- m. hyoglossus

## Gégeporcok
A gége legnagyobb porca a pajzsporc (cartilago thyroidea), ez adja a nyak elülső felszínén jól látható ádámcsutkát  "(pomum Adami)". A pajzsporc előtt helyezkedik el a pajzsmirigy. Alatta található a gyűrűporc (cartilago cricoidea). A gégefedő "epiglottis" lapos, levélhez hasonló alakú porc, a pajzsporc mögött. A hangszalagok (plica vocalis) mozgatását az izmok páros porcok közvetítésével (kannaporc "(cartilago arytenoidea)", cartilago corniculata "(Santorin-féle porc)", cartilago cuneiformis "(Wrisberg-féle porc)" végzik. A gége porcai közül a gyűrűporc a pajzsporccal, illetve a kannaporccal alkot valódi ízületet. 

## Vérellátása
Felülről az arteria thyroidea superior, alulról az arteria thyreoidea inferior látja el. Előbbi a külső fejverőér (a. carotis externa), utóbbi a kulcscsont alatti verőér (a. subclavia) ágrendszeréhez tartozik.

## Nyirokelvezetése
Főleg a mély nyaki nyirokcsomók és a légcső menti (paratrachealis) nyirokcsomók felé irányul.

## Beidegzése
A bolygóideg (X. agyideg) jórészt a hozzá csatlakozó járulékos ideg (XI. agyideg) rostjaival idegzi be. A bolygóideg felső két ága beidegzi érzően (a hangszalag alatti terület kis részének kivételével) a gége nyálkahártyáját, és mozgatóan a m. crycothyroideust. Az alsó két idegág érzően a maradék nyálkahártya területet és mozgatóan – a m. crycothyroideus kivételével – a gége összes többi saját izmát ellátja. (A gégéhez kapcsolódó külső izmok beidegzése a nyakizmoknál tárgyalható.)

## Szövettana
A gége nyálkahártyájának (tunica mucosa) hámja (epithelium mucosae) a legtöbb helyen tipikus légúti hám, vagyis többmagsoros csillós hengerhám, mucint termelő kehelysejtekkel. Kivétel ez alól az erős mechanikai igénybevételnek kitett hangszalagok (ligamentum vocale), amelyek felszínét többrétegű, el nem szarusodó laphám borítja be. A nyálkahártya kötőszövete (lamina propria mucosae) tubuloalveoláris nyálmirigyeket tartalmaz, amelyek a hangredő (plica vocalis) területét kivéve a gége teljes hosszában megtalálhatók. Az álhangszalag (ligamentum vestibulare) környékén nyirokszövet és nyiroktüszők is előfordulnak. A kötőszöveti réteg sok rugalmas rostot is tartalmaz, ezek együttesen egy vékony, rugalmas hártyát lépeznek (membrana fibroelastica). 
A gége porcai többnyire üvegporcból állnak, kivéve a gégefedőt (epiglottis) és a cartilago corniculatát, amelyet rugalmas porc alkot. 

## A gége betegségei
A gége vírusos vagy bakteriális gyulladásai esetén a fő tünet a rekedtség és a fojtó, ugató jellegű köhögés, nehézlégzés: főleg gyermekekben jellemző. A gége elzáródása bekerült idegen test vagy gégevizenyő ödéma miatt (pl. súlyos allergiás reakció esetén) a légzés lehetetlenné válása miatt életveszélyes állapotot jelentenek, melyet azonnal el kell hárítani (intubálással, gégemetszéssel).
A gége rosszindulatú daganata gégerák esetén szintén a rekedtség a fő tünet, ilyenkor az egész gégét vagy annak egy részét szükséges lehet eltávolítani. Gégeeltávolítás esetén a légcsövet a nyakra vezetik ki (tracheostoma).

## Képek

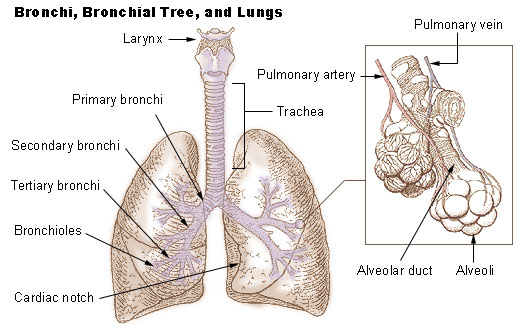
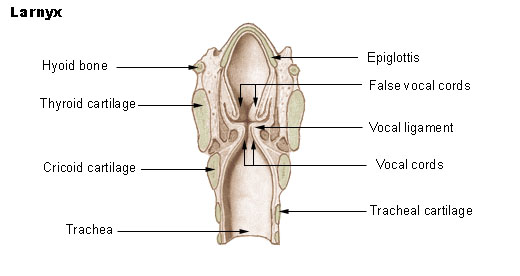
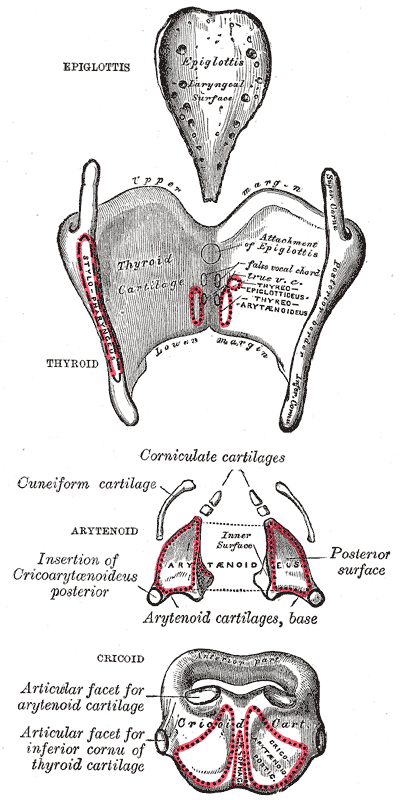
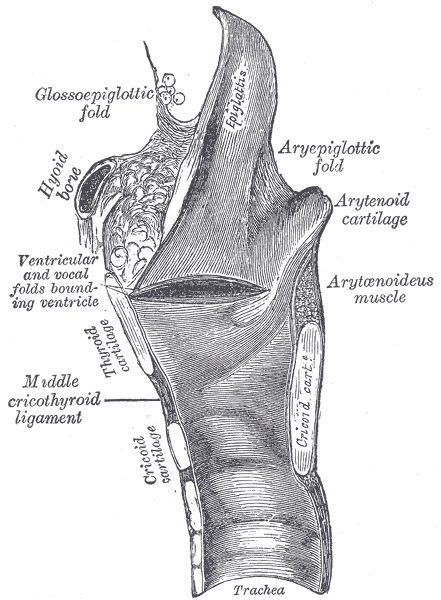
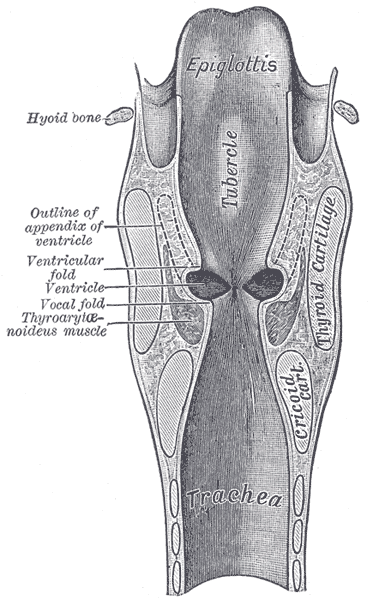
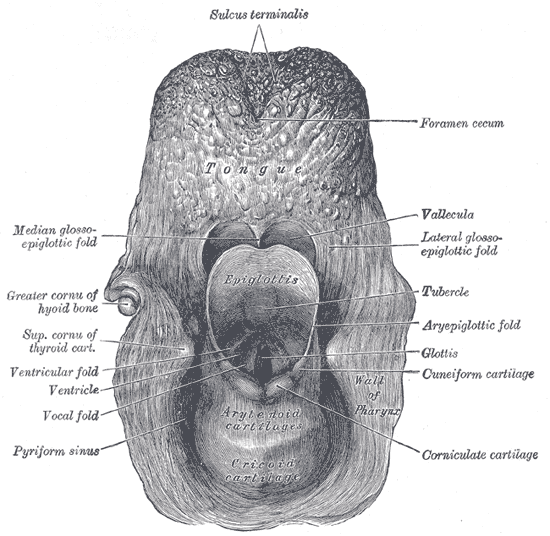
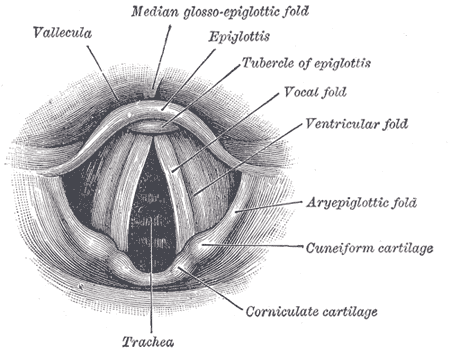
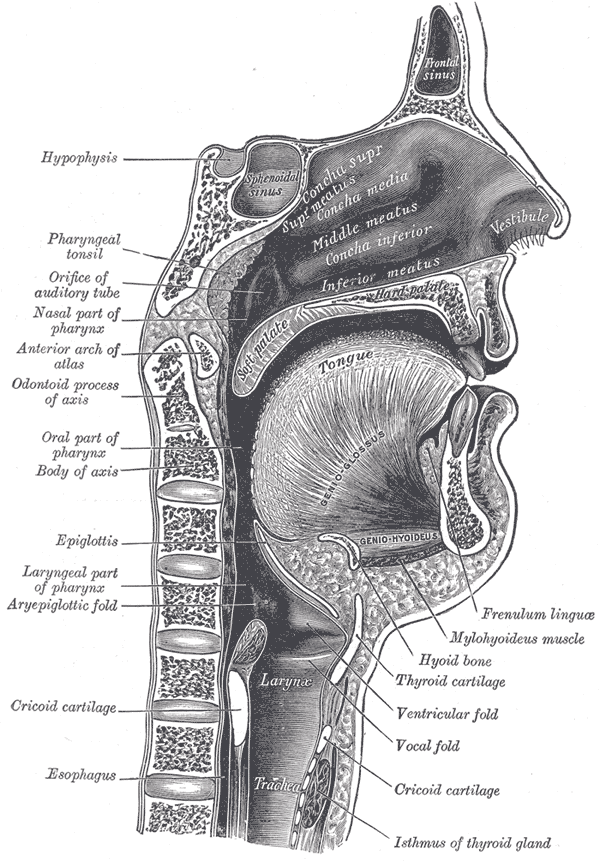
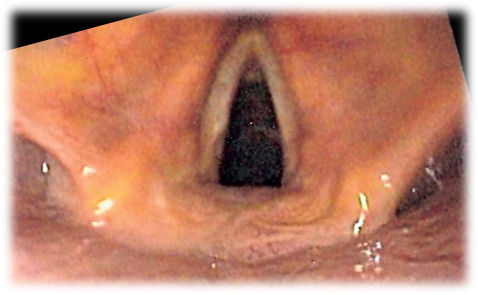